# Tivadar
Tivadar è un comune dell'Ungheria di 228 abitanti (dati 2001). È situato nella contea di Szabolcs-Szatmár-Bereg.